# A107 (Russland)
Die A 107 ist eine russische Fernstraße, die einen Ring um die Hauptstadt Moskau bildet. Sie verläuft auf etwa 320 Kilometern durch die Oblast Moskau sowie die Stadt Moskau.
Die Straße wird als Moskauer Kleiner Ring (russisch Московское малое кольцо (ММК) / Moskowskoje maloje kolzo (MMK)) bezeichnet – der Moskauer Große Ring ist die A 108. Der Ring verläuft etwa 30 Kilometer außerhalb des MKAD. Da große Abschnitte der Straße Betonfahrbahn besitzen, ist die Straße auch als Erster Betonring (russisch Первое бетонное кольцо / Perwoje betonnoje kolzo) oder kurz Betonka bekannt. Seit Anfang 2022 wird die A107 durch den Betreiber Awtodor verwaltet.
Angelegt aus strategischen Gründen zu Zeiten der Sowjetunion, war der Ring zunächst „geheim“: bis etwa 1993 war er, wie auch der Große Ring, in Straßenkarten nicht vollständig verzeichnet, konnte jedoch auch von Privatfahrzeugen benutzt werden.

## Verlauf
Oblast Moskau
0 km – Abzweigung von der A 104, 4 km nördlich von Ikscha
26 km – Sofrino
30 km – Querung der M 8 (30 km ab A 104)
36 km – Abzweig (8 km) nach Krasnoarmeisk
58 km – Querung der A 103
75 km – Noginsk, Querung der Chaussee der Enthusiasten (Schosse Entusiastow, „Alte“ M 7, 45 km ab M 8)
78 km – Querung der M 7 (Umgehung Noginsk)
84 km – Elektrostal
91 km – Frjasewo
103 km – Querung der R 105 (28 km ab Chaussee der Enthusiasten)
129 km – Brücke über die Moskwa
130 km – Bronnizy, Querung der M 5 (27 km ab R 105)
162 km – Querung der M 4 (32 km ab M 5)
177 km	– Querung der M 2 (Autobahn)
180 km – Querung der „Alten“ M 2 (18 km ab M 4), 3 km südlich Klimowsk
Stadt Moskau
191 km – Querung der Straße Podolsk – Kaluga (11 km ab „Alter“ M 2)
202 km – Querung der A 130 (11 km ab Podolsk – Kaluga)
Oblast Moskau
222 km – Querung der M 3 (20 km ab A 101), 6 km südwestlich Aprelewka
228 km – Kalininez
233 km – Querung der M 1
237 km – Golizyno und Bolschije Wjasjomy, Querung der A 100 (etwa 2 km gemeinsamer Verlauf; 15 km ab M 3)
252 km – Swenigorod, Brücke über die Moskwa
263 km	– Überführung über die M 9 (keine Kreuzung)
272 km – Querung der Wolokolamsker Chaussee („Alte“ M 9, 35 km ab A 100), 6 km westlich Istra
295 km	– Querung der M 10 (23 km ab „Alter“ M 9)
319 km – Einmündung in die A 104 (24 km ab M 10) 3 km südlich Ikscha und 7 km gemeinsamer Verlauf mit A 104
Anmerkung: Die reale Kilometrierung des Ringes ist nicht durchgehend, sondern beginnt im Uhrzeigersinn bei 13 Querungen radial von Moskau ausgehender Fernstraßen jeweils neu von Null (Angaben in Klammern).